# Alticola strelzowi
Alticola strelzowi е вид бозайник от семейство Хомякови (Cricetidae).

## Разпространение
Видът е разпространен в Казахстан, Китай (Синдзян), Монголия и Русия.